# Варлаам (Ильющенко)
Архиепископ Варлаам (в миру Алексей Тимофеевич Ильющенко; 13 мая 1929, село Пруска, Брянская губерния — 17 сентября 1990, Киев) — епископ Русской православной церкви, архиепископ Днепропетровский и Запорожский.

## Биография
Родился в селе Пруска (ныне — в Климовском районе Брянской области) в благочестивой крестьянской семье. В 1943 году окончил среднюю школу. Работал в родном селе. С 1947 года — рабочий в городе Донецке. Восстанавливал разрушенный войной металлургический комбинат. Одновременно прислуживал в местном православном храме, стал иподиаконом.
В 1949 году поступил в Киевскую духовную семинарию. В 1953 году окончил семинарию и трудился в канцелярии экзарха Украины.
19 августа 1954 года митрополитом Киевским и Галицким Иоанном (Соколовым) рукоположён во диакона, а 21 сентября — во пресвитера. Пастырское служение проходил в Киеве и области.
В 1968 году возведён в сан протоиерея и назначен настоятелем Вознесенской церкви, что на Демеевке в Киеве, затем исполняющим обязанности управляющего делами, а с 1969 года — управляющим делами Украинского экзархата, а также благочинным церквей Киева.
5 июня 1970 года митрополитом Филаретом (Денисенко) пострижен в монашество. 14 июня возведён в сан архимандрита и в том же году поступил на 1-й курс заочного сектора Московской духовной академии.
С февраля 1972 года — настоятель Владимирского собора в Киеве.
11 октября 1972 года решением Священного синода Русской православной церкви назначен епископом Переяслав-Хмельницким, викарием Киевской епархии. 22 октября во Владимирском кафедральном соборе Киева хиротонисан во епископа Переяслав-Хмельницкого, викария Киевской епархии. Хиротонию совершали: митрополит Киевский и Галицкий, экзарх Украины Филарет (Денисенко), архиепископы: Житомирский и Овручский Палладий (Каминский), Ивано-Франковский и Коломыйский Иосиф (Савраш); епископы: Полтавский и Кременчугский Феодосий (Дикун), Черновицкий и Буковинский Савва (Бабинец).
С 18 апреля по 31 мая 1973 года временно управлял Черниговской и Сумской епархиями.
18 марта 1977 года назначен епископом Черновицким и Буковинским.
В 1984 году с паломнической группой Русской православной церкви посетил Афон ко дню святого великомученика Пантелеимона.
С 31 декабря 1986 года епископ Волынский и Ровенский.
2 сентября 1987 года возведён в сан архиепископа.
19 февраля 1990 года назначен Симферопольским и Крымским, временно управляющим Днепропетровской епархией. 20 июля 1990 года назначен архиепископом Днепропетровским и Запорожским.
Скончался 17 сентября 1990 года в Киеве. Похоронен в ограде Троицкого собора Днепропетровска.

## Сочинения
- Епископ Никон (Лысенко) [некролог] // Журнал Московской Патриархии. 1972. — № 7. — C. 23.
- Речь при наречении во епископа Переяслав-Хмельницкого 21 октября 1972 года // Журнал Московской Патриархии. 1973. — № 1. — C. 13-15.
- 900-летие со дня блаженной кончины преподобного Антония Печерского // Журнал Московской Патриархии. 1973. — № 10. — C. 20.
- Архиепископ Варлаам (Борисевич) [некролог] // Журнал Московской Патриархии. 1975. — № 8. — C. 35-36.
- Паломничество на Святой Афон // Журнал Московской Патриархии. 1985. — № 1. — C. 14-18.